# Каменный мост (Тарту)
Каменный мост (эст. Kivisild) ― несохранившийся каменный мост через реку Эмайыги в городе Тарту, Эстония. Первый каменный мост в Лифляндии, значительное архитектурное произведение раннеклассицистического периода.

## История
Каменный мост был построен после большого пожара Тарту в 1775 году по инициативе генерал-губернатора Юрия Юрьевича Броуна. Авторы проекта — Иоганн Закловски и И. Ц. Зигфриден. Камни для моста тесали участники Пугачёвского восстания, пригнанные в Эстонию на каторжные работы. Строительство началось в 1779 году и было завершено в 1784 году. Мост был открыт для движения 16 сентября 1784 года.
Центральную часть моста украшали триумфальные арки, напоминавшие античные. Мост был одним из главных элементов композиции исторического ансамбля центральной площади Тарту. Мост находился на продольной оси площади и служил своеобразным торжественным входом на неё.
9 июля 1941 года мост был взорван отступавшими русскими войсками. Сегодня на его месте стоит другой мост ― Каарсильд.
В настоящее время существуют планы по восстановлению Каменного моста.

## Галерея

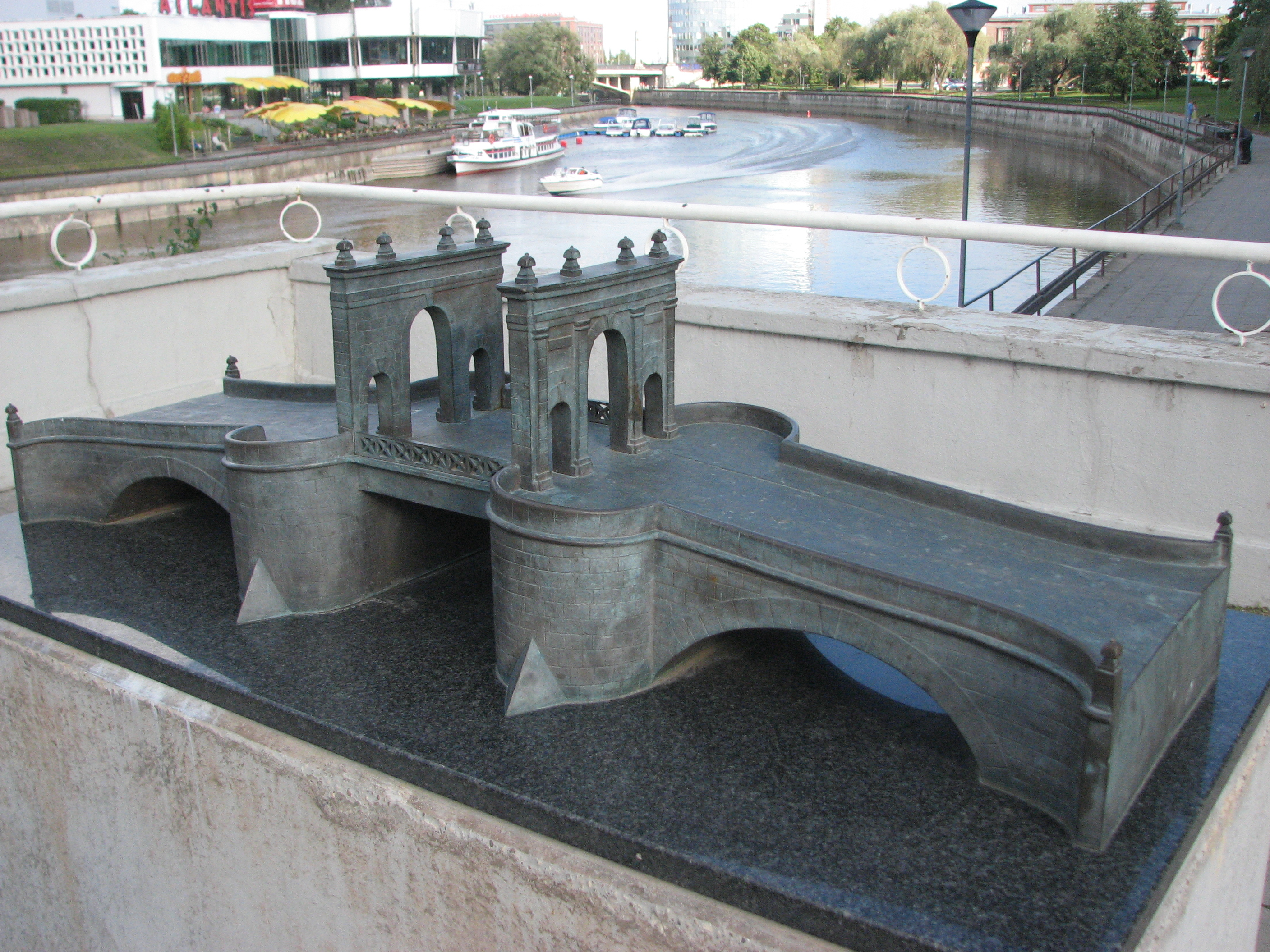
Модель Каменного моста на Каарсильде (2004)
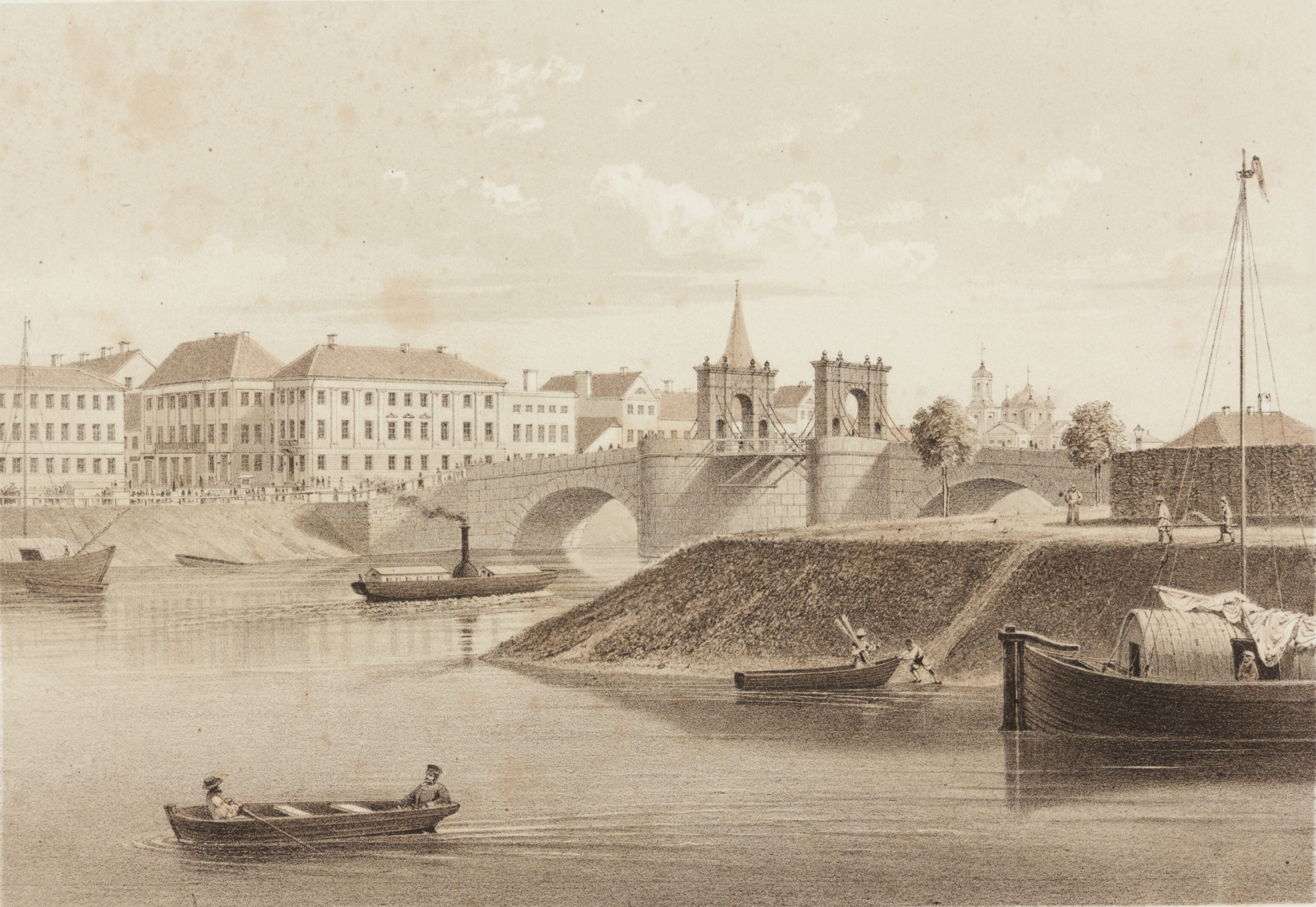
Литография 1860 года
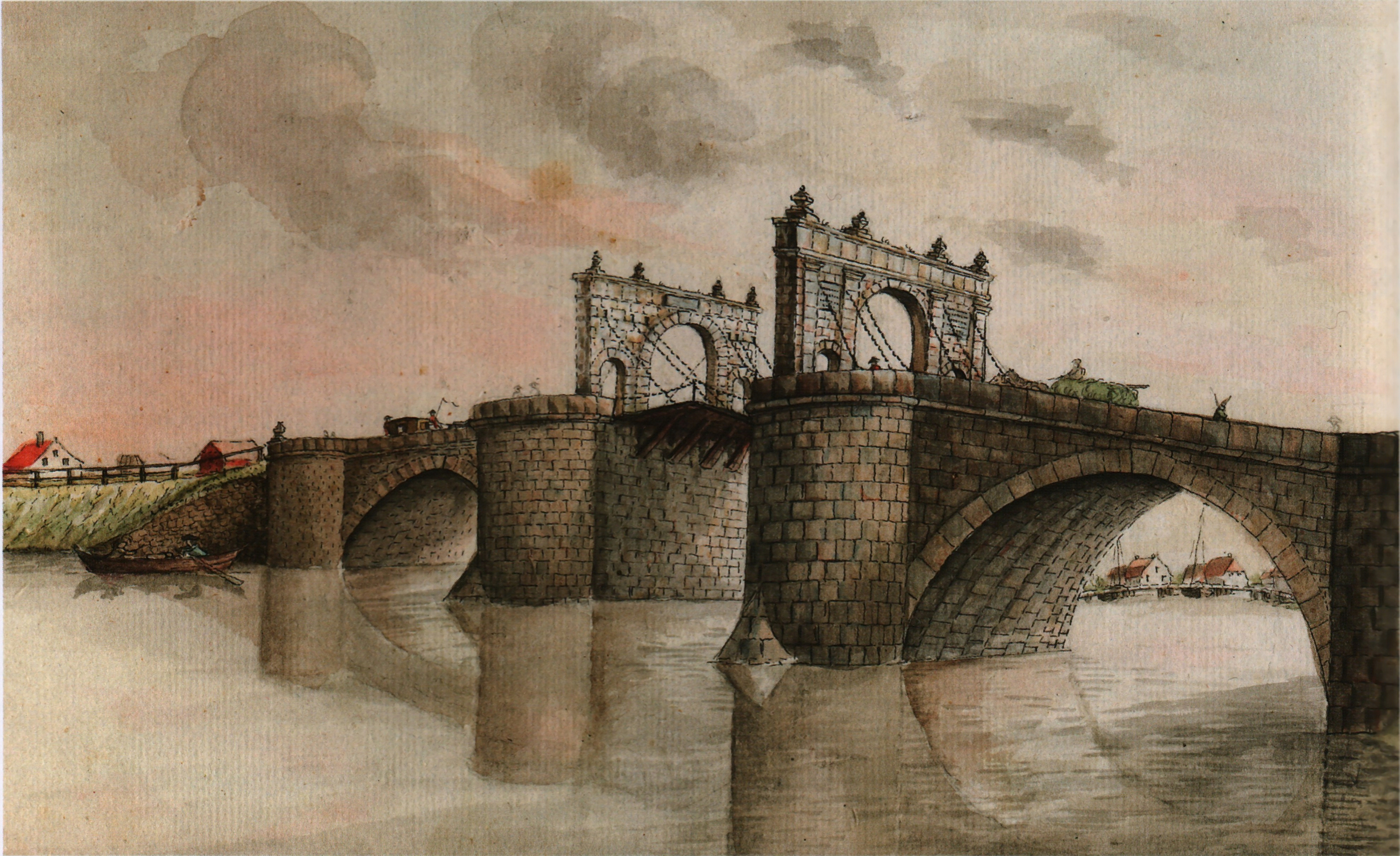
Филип Кёрбер (1800)
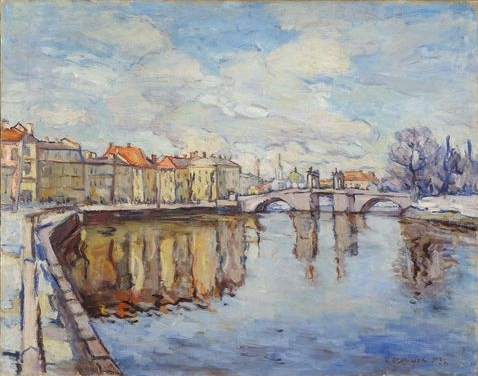
Виллем Ормиссон (1937)